# Generično zdravilo
Generično zdravilo (krajše generik), bistveno podobno zdravilo ali večizvorno zdravilo je zdravilo z isto kakovostno in količinsko sestavo učinkovine in iste farmacevtske oblike kot originatorsko zdravilo. Njegova bioekvivalenca z originatorskim zdravilom je dokazana z ustreznimi študijami biološke uporabnosti, razen če znanstveno-tehnična dognanja dopuščajo njihovo opustitev. Generično zdravilo se v enakem odmerku uporablja za zdravljenje enake(ih) bolezni kot referenčno zdravilo. Vendar pa so lahko ime, videz (npr. barva in oblika) in ovojnina zdravila drugačni kot pri referenčnem zdravilu.

## Patentna zaščita
Originalni proizvajalec, ki je razvil zdravilo, lahko patentno zaščiti izdelano zdravilo, način izdelave in uporabe. Proizvajalec ima pogosto v lasti več zaščitnih patentov enega zdravila, saj lahko zaščiti celo način, kako se učinkovina sprošča v obtok. Patentna zaščita velja sedemnajst (17) let. Običajno preteče kar 10 let od odkritja učinkovine do dovoljenja za njeno uporabo v humani oziroma veterinarski medicini. Tako ostane iznajditelju samo sedem let za trženje novega zdravila. Samo novim zdravilom proti aidsu in raku običajno hitreje izdajo dovoljenje za uporabo.
Po izteku patentne zaščite lahko drugi proizvajalci ponudijo generično različico zdravila in jo praviloma prodajajo precej ceneje kot originalni proizvajalec. Vendar generične različice nimajo vsa zdravila, ki jim je patentna zaščita že potekla: nekatera je pretežko posneti ali pa ni primernih testov, ki bi dokazali, da je generično zdravilo enako učinkovito kot lastniško. Toda praviloma so generična zdravila zanesljiva. Tudi takšnim zdravilom lahko novi proizvajalci dajo posebna lastniška imena ali pa jih tržijo pod nelastniškimi.

## Postopki za ovrednotenje in odobritev
Dovoljenje za uporabo generičnega zdravila lahko Urad za zdravila izda na osnovi znanstvenega dokaza o njegovi enaki učinkovitosti in varnosti v primerjavi z originalnim. Proizvajalec mora dokazati, da zdravilo vsebuje enako količino učinkovine kot originalno zdravilo, da je izdelano po vseh standardih dobre proizvodne prakse in da se učinkovina iz zdravila sprošča enako hitro in v enakem obsegu kot iz originalnega.
Proizvajalci generičnih zdravil opravijo raziskave, po navadi pri sorazmerno majhnem številu zdravih prostovoljcev (od 15 do 50 prostovoljcev), da ugotovijo, ali generična različica sprošča učinkovino v obtok enako kot originalno zdravilo. Takšne raziskave imenujemo bioekvivalenčne; v primerjavi z njimi so raziskave, potrebne za ugotovitev varnosti in učinkovitosti novega zdravila, veliko obsežnejše, bolj zapletene in dražje.
Proizvajalci originalnega zdravila uporabljajo bioekvivalenčne študije, kadar pripravijo nove oblike oziroma jakosti zdravila. Pogosto je treba tablete in kapsule, ki jih uporabljajo za klinične raziskave, kasneje spremeniti zaradi različnih vzrokov. Tablete morajo biti trše, drugče obarvane, drugačnega okusa itd. Za vsako novo obliko je treba dokazati, da je bioekvivalentna obliki, izvirno uporabljeni za ugotovitev varnosti in učinkovitosti.
Za pripravke z nadzorovanim sproščanjem (tako imenovanim dolgim delovanjem) učinkovine so pravila nekoliko drugačna. Ker so ta zdravila mnogo bolj posamezno spremenljiva kot običajne tablete in kapsule, morajo biti natančneje preizkušena po pravilih za pridobitev dovoljenja za uporabo novega zdravila. To velja celo, kadar je v uporabi že podobno zdravilo. Čeprav naštete zahteve upočasnijo postopek pridobitve dovoljenja za uporabo pripravkov z nadzorovanim sproščanjem, so bile uvedene za varnost potrošnikov.